# Валенторское озеро
Валенторское озеро (устар. Воленторское озеро) — проточное озеро на Северном Урале, в муниципальном округе Карпинск Свердловской области России. Находится в 7,5 км от посёлка Каквинские Печи в живописной межгорной котловине. Площадь — 1,32 км², уровень воды — 235,8 м. Озеро соединено рекой Валенторский Исток с рекой Каквой (правым притоком реки Сосьвы). В озеро впадают реки Ершовка, Войм и Гремиха.
Валенторское озеро окружено смешанным лесом, северо-западный берег местами заболочен. В озере водятся окунь, чебак, щука, карась.
Название происходит от западномансийского тор, что означает «озеро», и мансийского волен/воль — «плёс» или вой — «масло».